# Point Pleasant (New Jersey)
Point Pleasant – miasto w Stanach Zjednoczonych, w stanie New Jersey, w hrabstwie Ocean.